# Ja'ir Perec
Ja'ir Perec (hebrejsky: יאיר פרץ, narozen 1954) je bývalý izraelský politik, který v letech 1999 až 2006 zastával funkci poslance Knesetu za stranu Šas. Na poslanecký mandát rezignoval v březnu 2006 poté, co byl usvědčen z podvodného získání akademického titulu.

## Biografie
Narodil se v Maroku a aliju do Izraele podnikl v roce 1961. Po povinné vojenské službě v Izraelských obranných silách, kde sloužil v brigádě Nachal, pracoval jako sociální pracovník.
Ve volbách v roce 1999 byl zvolen poslancem Knesetu za stranu Šas. Během svého prvního funkčního období předsedal parlamentnímu výboru zaměřenému na zahraniční dělníky, výboru práce, sociální péče a zdravotnictví a byl předsedou poslaneckého klubu strany Šas. Svůj poslanecký mandát obhájil v následujících volbách v roce 2003, po nichž stál i nadále v čele poslaneckého klubu své strany.
V prosinci 2004 byla Perecovi odejmuta poslanecká imunita, načež byl obviněn z porušení důvěry, podvodu a pokusu o spiknutí. Tato obvinění se týkala pokusu o podvodné získání bakalářského titulu z psychologie na Bar-Ilanově univerzitě, který byl zjištěn na základě policejního odposlechu. Po usvědčení z podvodného získání akademického titulu v březnu 2006 Perec rezignoval na svůj poslanecký mandát, ve kterém jej nahradil Ofer Hugi (ten byl později uvězněn za různé zločiny, související s paděláním a podvody).